# カザレッキオの戦い
カザレッキオの戦いは、1402年6月26日にイタリア北部の都市、ボローニャの近郊で行われた戦いである。
この戦いでは、ボローニャの支配者ジョヴァンニ1世・ベンティヴォーリオの軍と、ミラノ公ジャン・ガレアッツォ・ヴィスコンティの軍が対峙した。
前者はフィレンツェ共和国の支援を受けており、ベルナルド・デッラ・セラ率いる5000人の騎兵(Rose Brigade)が加わっていた。また、パドヴァの領主も騎兵と物資を2人の息子と共にボローニャ陣営へ送っていた。
ヴィスコンティ陣営はリミニのマラテスタ家とマントヴァのゴンザーガ家の援助を受け、その8000騎の前衛はファチノ・カーネやルドヴィーコ・ガブリオット・カンテッリ (ルドヴィーコ・ダ・パルマ) といったコンドッティエーレによって指揮されていた。
ボローニャ・フィレンツェ連合軍はムツィオ・アッテンドロによって率いられ、ミラノ軍はアルベリコ・ダ・バルビアーノが指揮を執っていた。

## 戦闘
バルビアーノはミラノ軍を野営させ、まずボローニャ・フィレンツェ軍と小競り合いを始めた。この小戦闘により優勢になったと判断したベンティヴォーリオは戦いに加わるようベルナルド軍に命令したものの、彼はそれを拒んだ。そこでベンティヴォーリオは自身の部隊を進め、強固に要塞化されたカザレッキオに陣を張った。
その数日後、ミラノ軍は整然とした隊列でボローニャ・フィレンツェ軍を奇襲して退却させ、その野営地を奪うことに成功した。状況を把握するために高台に退いていたRose Brigadeは200人の槍騎兵と共に逃亡してしまった。
この戦いの結果ジョヴァンニ1世・ベンティヴォーリオは捕えられ、2日後に殺された。そしてジャン・ガレアッツォ・ヴィスコンティはボローニャを征服することに成功し、フィレンツェが次の目標として狙われることになった。しかし1402年8月10日に彼は病気にかかり、9月3日に急死してしまった。